# Kerzenheim
Kerzenheim là một đô thị thuộc thuộc huyện Donnersberg, Đức. Đô thị Kerzenheim có diện tích 17,88 km², dân số thời điểm ngày 31 tháng 12 năm 2006 là 2269 người.